# Wurzenpass
Der Wurzenpass, slowenisch Korensko sedlo, ist ein Alpenpass über die Karawanken zwischen Kärnten in Österreich und der Gorenjska, Slowenien, auf der Strecke Ljubljana–Jesenice–Kranjska Gora–Villach.
Mit einer Passhöhe von 1071 m ü. A. ist er einer der nicht ganz so hoch gelegenen Pässe Sloweniens. Bis zur Eröffnung des mautpflichtigen Karawankentunnels 1991 war der Wurzenpass mit seiner engen kurvenreichen Passstraße und bis zu 18 % Steigung (mit Notfallspur in der untersten Serpentine) einer der wichtigsten Grenzübergänge nach Slowenien bzw. vorher Jugoslawien, hat aber seit der Tunneleröffnung hauptsächlich touristische Bedeutung.
Über den Pass führt die Wurzenpass-Straße, auf österreichischer Seite B109, auf slowenischer Seite R201. In Ost-West-Richtung quert der Südalpenweg den Wurzenpass.

## Geschichte
Der Wurzenpass, der einst auch Crainberg genannt wurde, bildet die kürzeste und direkte Verbindung von Villach, mit seinen Passverbindungen zum Katschberg und der Turracher Höhe, nach den einst so wichtigen Städten Görz und Triest und errang in der Neuzeit einige Bedeutung für den überregionalen Handel. Im 17. Jahrhundert wurden Kupfererz und -barren aus Siebenbürgen über den Wurzenpass nach Kärnten gebracht, wo Weiterverarbeitung stattfand. Die Bedeutung des Wurzenpasses war gleichwohl geringer Natur, denn er stand im Schatten des Saifnitzer Sattels, der Ratschacher Sattels und des Predilpasses. Seine Steilheit benachteiligte ihn besonders.
Mit dem Aufblühen des Triester Hafens wuchs auch der Verkehr über die Passverbindung sowie auch in Richtung Laibach stark an. Ermöglicht wurde dies durch eine Kunststraße, die 1734 fertiggestellt wurde und die den Wurzenpass zum wichtigsten Pass der Karawanken machte. Die ursprüngliche Planung aus dem Jahre 1727 erwog noch die Straße Villach–Triest, wie die alten Wege schon, über Weißenfels und den Ratschacher Sattel zu führen. Da dies aber ein erheblicher Umweg gewesen wäre, erfolgte die endgültige Trassierung über den Wurzenpass.
Der Bau eines Tunnels wurde auch schon erwogen, aber dann doch wieder fallen gelassen.
Am Abend des 11. Juni 2019 wurde die Straße nach Vermurung auf 300 m Länge auf österreichischer Seite gesperrt und nach Räumung am Folgetag 15.00 Uhr wieder geöffnet.

## Bunkermuseum Wurzenpass
Die im Kalten Krieg errichteten und Außenstehenden lange unbekannten, weil offiziell geheimen Bunkeranlagen an der Wurzenpassstraße (Krainberg 73, 9587 Riegersdorf bei Arnoldstein) beim Dreiländereck (A-SLO-I) wurden, nach ihrer Außerdienststellung 2002, im August 2005 als Museum wiedereröffnet und sind von Mai bis Oktober für die Allgemeinheit zugänglich. Am Gelände der ehemaligen Sperrkompanie WURZEN/73 wird die Geschichte der Raumverteidigung, Landesbefestigung und Sperrtruppe mit vielen Ausstellungsstücken dokumentiert.
Das Areal umfasst 1,14 ha Fläche. Ausgestellt sind verschiedene Typen von Panzertürmen mit ihren Kanonen (M 24, T 34, M 47, Charioteer), Schartenwaffen (Maschinengewehre), 2- und 4-cm-Maschinenkanonen, 7,62 Panzerabwehrkanone 42, 10,5 cm leichte Feldhaubitze 18/40, 15,5 cm schwere Feldkanone („Long Tom“) sowie ein komplett verbunkerter T-34-Kampfpanzer. Neben mobilen Panzer- und Fliegerabwehrkanonen und Granatwerfern werden ein Jagdpanzer Kürassier sowie ein Patrouillenboot des Sperr-Regiments Donau gezeigt. Alle auf- und ausgestellten Waffensysteme sind funktionsunfähig gemacht und dienen musealen Zwecken.
Seit 2015 besteht für Besucher an bestimmten Tagen die Möglichkeit, an Fahrten in einem vom österreichischen Bundesheer ausgemusterten Schützenpanzer Saurer/Steyr-SPzA1 teilzunehmen.
Betreiber des Museums ist Oberst Andreas Scherer, der letzte Miliz-Kompaniekommandant der Verteidigungsanlage. Unterstützt wird die Erhaltung der Anlage vom Verein IG Bunker-museum.at. Er wurde im Jahr 2000 als Verein zur Erhaltung der Sperranlagen der Sperrkompanie Wurzenpass gegründet und hat das Ziel, die Bunker als zeithistorisches Mahnmal für den Frieden zu erhalten.

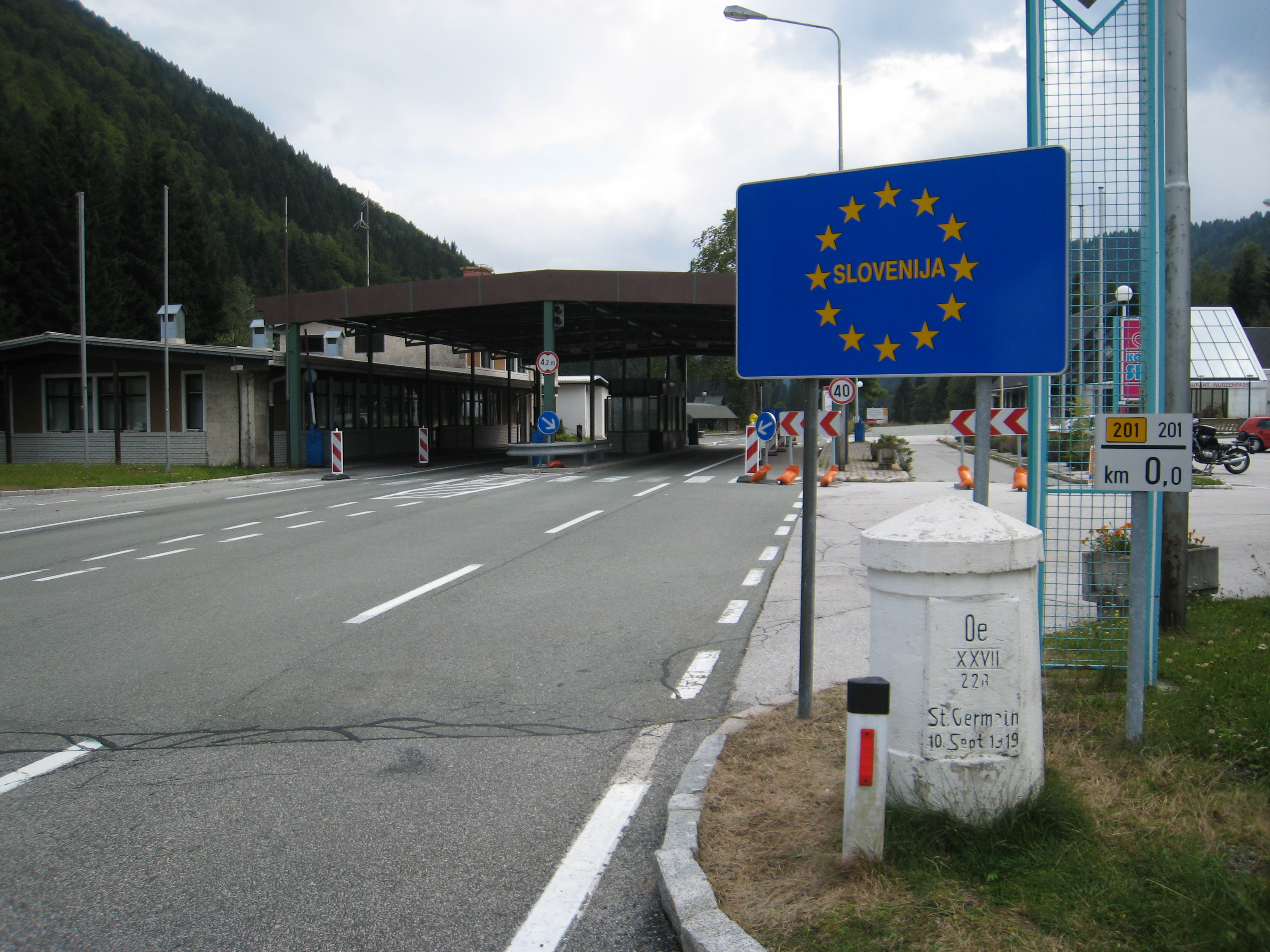
Grenzstation am Wurzenpass im September 2008
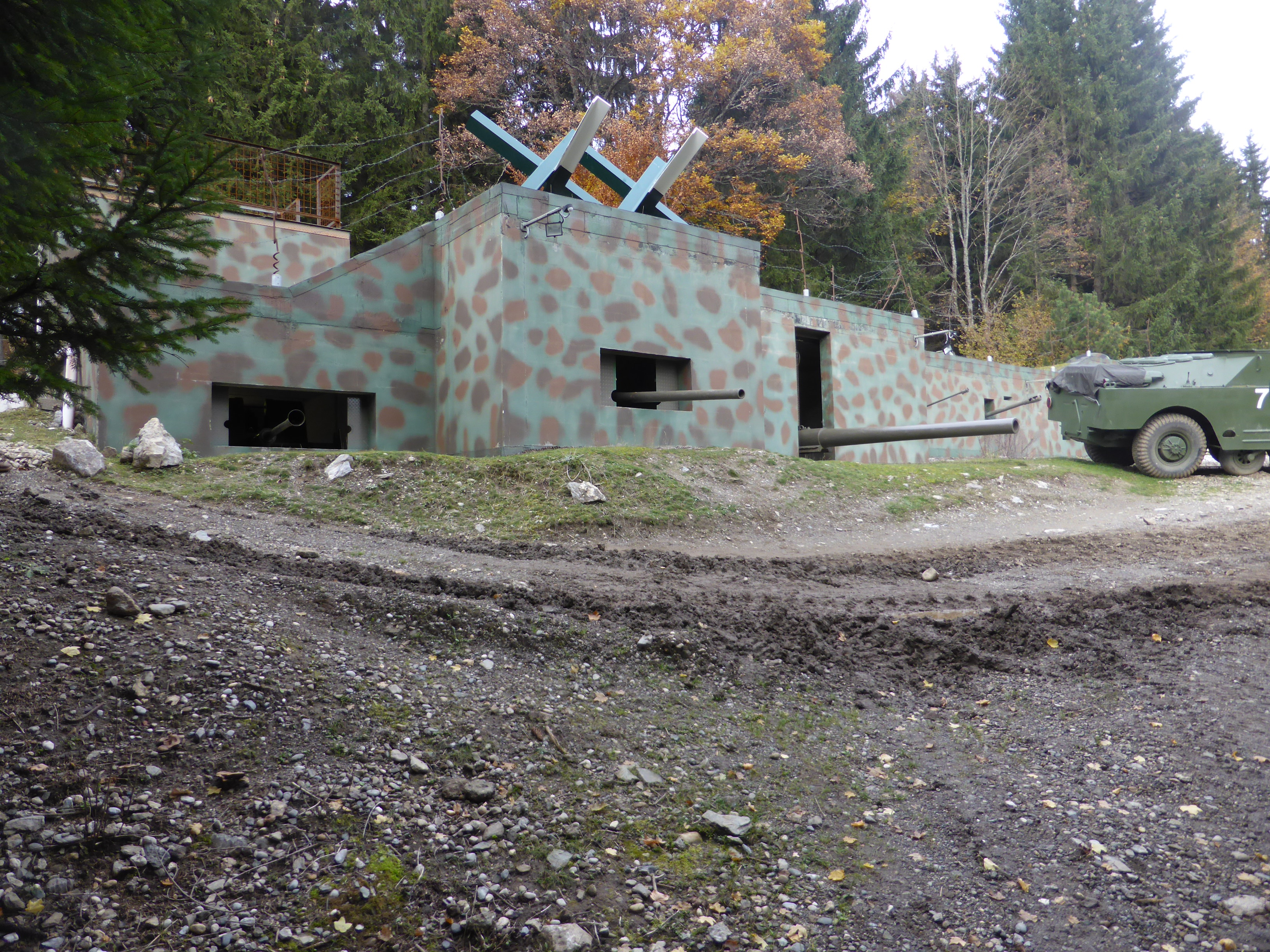
Befestigungsanlagen im Bunkermuseum Wurzenpass
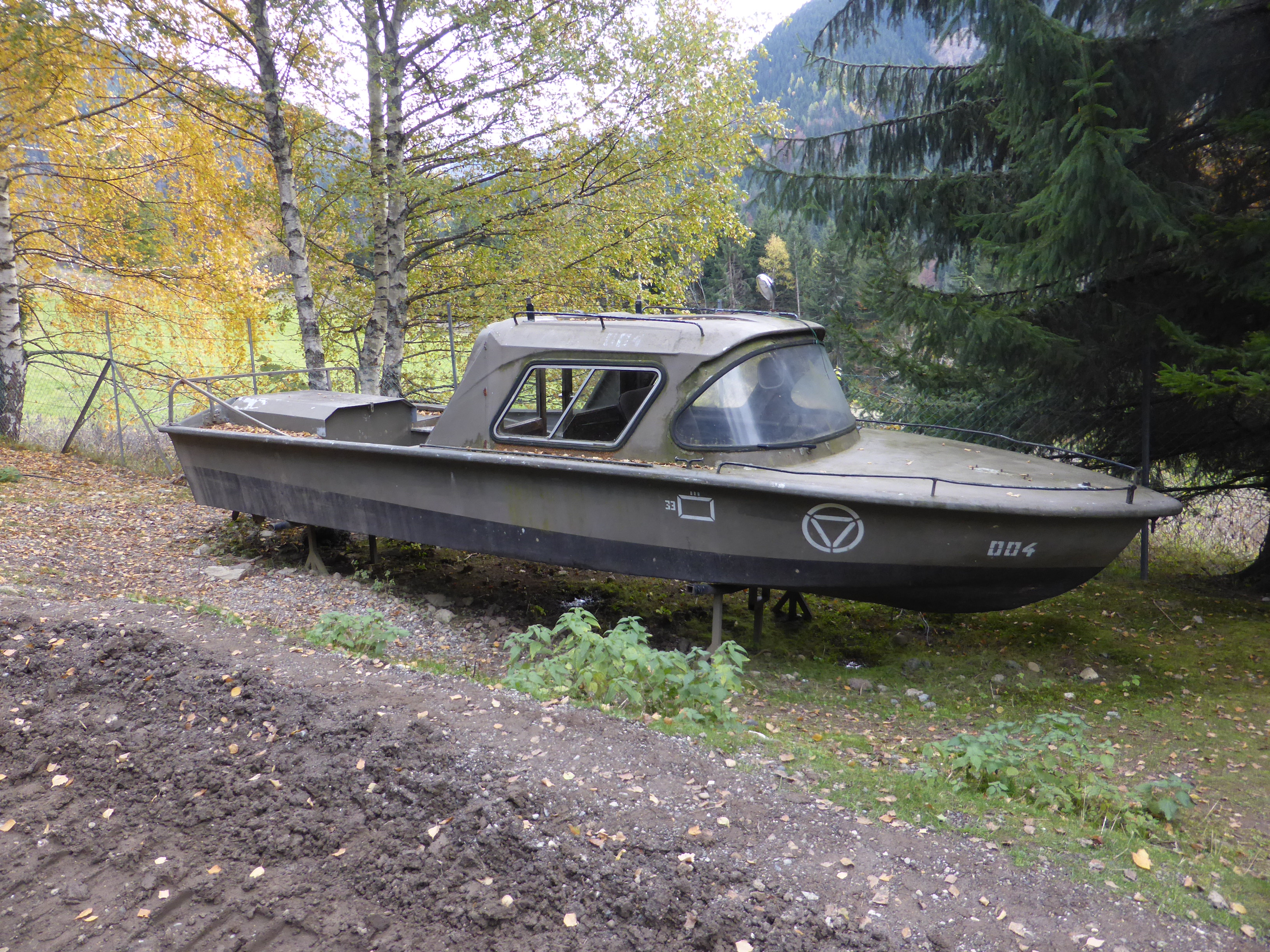
Patrouillenboot des Sperr-Regiments Donau
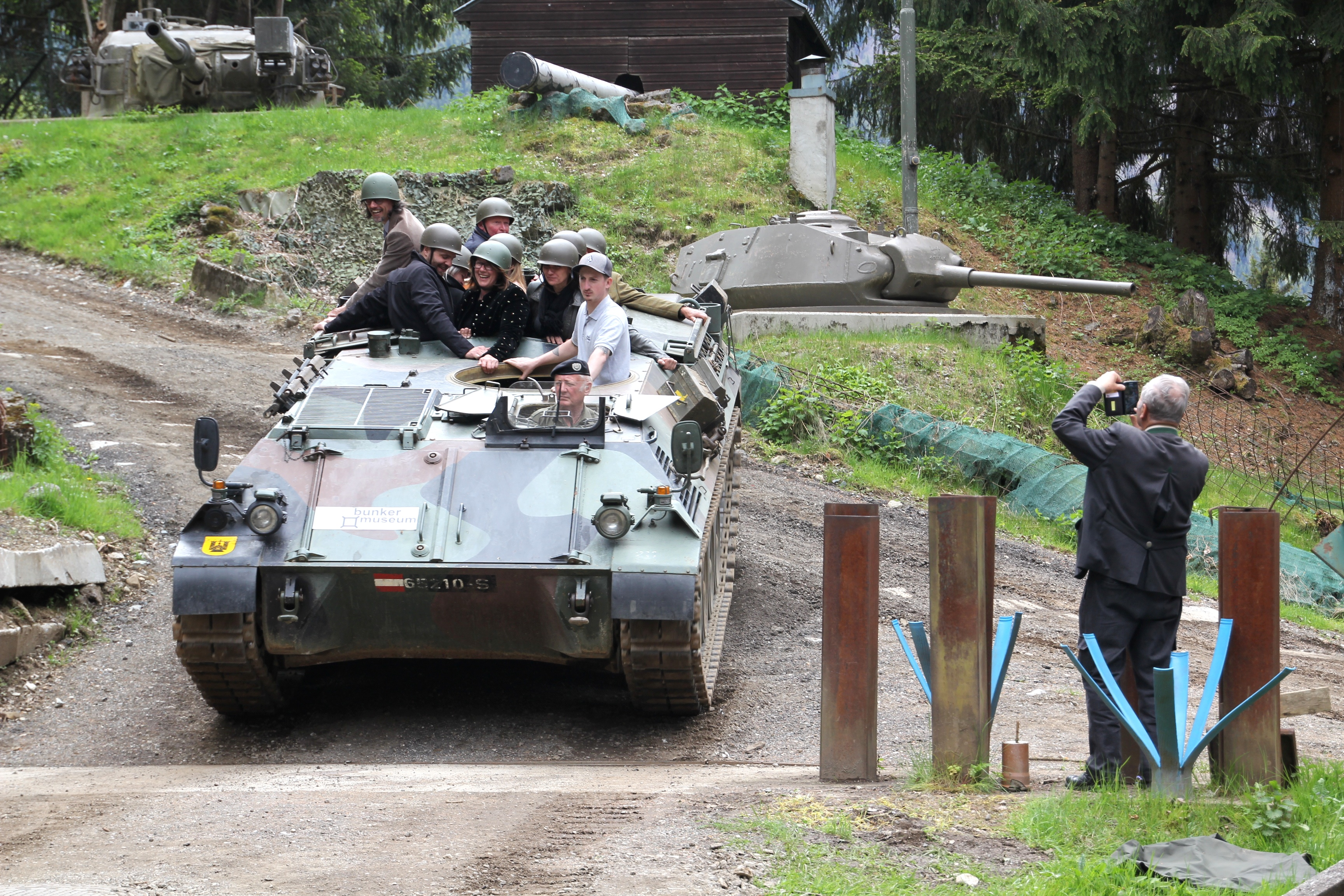
Panzermitfahrt im Bunkermuseum Wurzenpass